# فلويد هاسكيل
فلويد هاسكيل (بالإنجليزية: Floyd K. Haskell)‏ هو محامي وسياسي أمريكي، ولد في 7 فبراير 1916 في الولايات المتحدة، وتوفي في 25 أغسطس 1998 في نفس البلد بسبب ذات الرئة. حزبياً، نشط في الحزب الديمقراطي والحزب الجمهوري. وقد انتخب عضو مجلس نواب كولورادو وانتخب عضو مجلس الشيوخ الأمريكي.